# Дідківці (Житомирський район)
Ді́дківці — село в Україні, у Чуднівській міській територіальній громаді Житомирського району Житомирської області. Населення становить 552 особи (2001).

## Історія
Згідно даних подимного реєстру Овруцького повіту 1634 року представники овруцької шляхетської родини Дідковських гербу «Сас». у селі володіли всього трьома родинами підданих. Станом на середину XVII ст., за неповними даними, у Дідківцях проживало не менше чотирьох сімей Дідковських. Для досягнення достатку представникам такої дрібної шляхти довелось нести військову службу, будувати духовну кар'єру та спробувати себе в юриспруденції. Чимало представників родини потрапили на нижчі уряди в ґродських і земських канцеляріях, зокрема у 1617 р. якийсь Дідковський зафіксований як земський підписок у Києві. У 1643 році у житомирській ґродській канцелярії фігурує Захаріяш Петрович Дідковський, а під 1648 р. згадується знову ж таки як київський земський підписок Дідковський.
Найбільш відомий серед них, Самуель Дідковський, що працював у Новгороді-Сіверській канцелярії, принаймні, з травня 1637 до жовтня 1645 року. Після Деулінського перемир'я, Чернігово—Сіверські землі було повернуто Речі Посполитій, а Новгород-Сіверський став центром повіту Чернігівського воєводства.
У 1923—59 роках — адміністративний центр Дідковецької сільської ради Чуднівського району.
29 червня 1960 року рішенням ЖОВК № 683 «Про об'єднання деяких населених пунктів в районах області» в зв'язку із зселенням хуторів і фактичним злиттям окремих поселень об'єднано село Лутаї та село Новосілка з селом Дідківці Дубищенської сільської ради.
До 11 липня 2018 року село входило до складу Дубищенської сільської ради Чуднівського району Житомирської області.

## Населення

### Мова
Розподіл населення за рідною мовою за даними перепису 2001 року:
| Мова            | Кількість | Відсоток |
| --------------- | --------- | -------- |
| українська      | 546       | 98.91 %  |
| російська       | 4         | 0.73 %   |
| білоруська      | 1         | 0.18 %   |
| інші/не вказали | 1         | 0.18 %   |
| Усього          | 552       | 100 %    |

## Відомі люди
- Коляда Степан Юхимович (1911—2005) — радянський військовик, учасник Другої світової війни, почесний громадянин Бердичева.
- Вільконський Стефан Владиславович (1870—1963) — віолончеліст, педагог, заслужений артист УРСР.